# Kanton Pierrefort
Kanton Pierrefort (fr. Canton de Pierrefort) je francouzský kanton v departementu Cantal v regionu Auvergne. Tvoří ho 11 obcí.

## Obce kantonu
- Brezons
- Cézens
- Gourdièges
- Lacapelle-Barrès
- Malbo
- Narnhac
- Oradour
- Paulhenc
- Pierrefort
- Sainte-Marie
- Saint-Martin-sous-Vigouroux